# مارتين بيراساتيغي
مارتين بيراساتيغي (بالإسبانية: Martín Berasategui)‏ (و. 1960  م) هو طاهي إسباني، ولد في سان سيباستيان.